# 2439 Ulugbek
A 2439 Ulugbek (ideiglenes jelöléssel 1977 QX2) a Naprendszer kisbolygóövében található aszteroida. Nyikolaj Sztyepanovics Csernih fedezte fel 1977. augusztus 21-én. A kisbolygó névadója Mirza Mohamed Ulugbek középkori uralkodó, korának kiemelkedő csillagásza.